# Лу Інчі
Лу Інчі  (кит.: 卢映锜, 6 квітня 1985) — тайванська важкоатлетка, олімпійська медалістка.

## Виступи на Олімпіадах
| Олімпіада  | Дисципліна        | Місце |
| ---------- | ----------------- | ----- |
| Пекін 2008 | середня категорія | 3     |